# 艾格氏美洲鱥
艾格氏美洲鱥（學名：Notropis aguirrepequenoi），為輻鰭魚綱鯉形目雅羅魚科的其中一種，被IUCN列為易危保育類動物，分布於北美洲墨西哥格蘭德河下游流域，本魚體細長呈長橢圓形且側扁，眼大，頭尖，體背部褐色，腹部銀白色，體側中央具一條深色縱帶，尾鰭叉形，上下葉圓鈍，體被圓鱗帶金屬光澤，體長可達4.6公分，棲息在溪流底中層水域，生活習性不明。